# 骆书雅

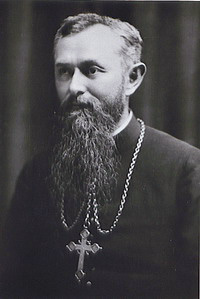
駱書雅

骆书雅（法語：Jacques-Victor-Marius Rouchouse, M.E.P.1870年6月6日—1948年12月20日）是巴黎外方传教会会士，天主教成都教区的法国籍主教（1916-1948年）。
1870年6月6日，骆书雅生于法国圣艾蒂安。1895年6月30日晋升为神父。同年，成都发生教案，光大巷主教座堂被毁，于是杜昂主教指派当家神甫骆书雅设计、督造了平安桥主教座堂。直到9年之后的1904年，耗银20万两，才建成完成。
1915年，杜昂主教去世。1916年1月28日，教廷任命骆书雅担任川西北宗座代牧。同年10月1日，骆书雅接受祝圣。1924年12月3日，中国各教区改以主教座堂所在城市命名，川西北代牧区更名为成都代牧区，川西宗座北代牧也更名为成都宗座代牧。1946年4月11日，教廷在中国建立圣统制，更名为成都教区正权主教。1948年12月20日去世，享年78岁。